# Краљ комедије (филм из 1983)
Краљ комедије (енгл. The King of Comedy) је драмски комедијски сатирични филм Мартина Скорсезеа снимљен 1983. са Робертом де Ниром у улози посесивног комичара који опсједа свог узора, Џерија Луиса.
Руперт Папкин очајнички жели да постане стендап комичар и обраћа се водитељу популарног ток шоуа Џерију Ленгфорду да би добио прилику да наступи у његовој емисији. Када све нормално што покуша не успе, удружује се са пријатељицом Машом да киднапују Џерија.

## Радња
Руперт Папкин (Де Ниро), амбициозан, али обичан лик, уверен је у своју судбину да постане велики комичар. Случајно упознаје ТВ водитеља Џерија Ленгфорда (Луис) и почиње да нервира цео тим креатора популарне емисије. Након потпуног одбијања, Руперт и његова девојка Маша (Бернхард) узимају Џерија за таоца. Као услов за ослобађање поставља се један услов - Рупертово учешће као главног јунака у Лангфордовој вечерњој емисији и њено накнадно емитовање у националном етеру. Телевизијска кућа, на инсистирање надлежних, пристаје и почиње снимање програма. У овом тренутку, талац, којег Маша крије у кући својих родитеља на Менхетну, успева да побегне.
Папкинови духовити монолози су добро прихваћени од позване публике. У финалу наводи да је отео Ленгфорда да би ушао у шоу бизнис. Људи около се смеју, доживљавајући ово као део скеча. Руперт закључује: „Сутра ћете сазнати да се нисам шалио и мислићете да сам луд. Али претпостављам да је боље бити краљ једну ноћ него бити ништарија целог живота.”
Филм се завршава телевизијским извештајем о изласку Руперта Папкина из затвора, резимеом његове аутобиографије Краљ за ноћ и његовим првим наступом (филм се завршава док се комичар спрема да одржи говор).

## Улоге
| Глумац          | Улога                                     |
| --------------- | ----------------------------------------- |
| Роберт Де Ниро  | Руперт Папкин                             |
| Џери Луис       | Џери Ленгфорд                             |
| Сандра Бернхард | Маша                                      |
| Дајен Ебот      | Рита Кин                                  |
| Шели Хек        | Кејти Лонг                                |
| Марго Винклер   | рецепционер Ленгфордове продукцијске куће |
| Ким Чен         | Џоно, кућни слуга Ленгфорда               |
| Фред де Кордова | Берт Томас                                |
| Едгар Шерик     | Вилсон Крокет                             |
| сенатор Боби    | Кларенс Мекејб                            |